# Dolchnasenhai
Der Dolchnasenhai (Carcharhinus oxyrhynchus, Synonym: Isogomphodon oxyrhynchus) ist ein im westlichen Atlantik endemisch vorkommender Vertreter der Gattung Carcharhinus innerhalb der Requiemhaie (Carcharhinidae).

## Aussehen und Merkmale
Der Dolchnasenhai ist gekennzeichnet durch seine lang und spitz ausgezogene Schnauze sowie das aus schlanken und spitzen Zähnen bestehende Gebiss. Diese haben im Ober- und im Unterkiefer dieselbe Gestalt und sind mit bis zu 60 Zähnen viel zahlreicher als bei allen anderen Vertretern der Requiemhaie. Die Schneiden sind fein gesägt. Er ist einförmig grau mit einer helleren Unterseite und erreicht eine Maximalgröße von etwa 1,50 Metern.

## Lebensweise
Der Dolchnasenhai ist spezialisiert auf den Fang von kleinen Schwarmfischen. Seine Zähne bilden eine Fangreuse, die zum Packen dieser Beute optimal genutzt werden kann. Die Jungtiere kommen lebend zur Welt und sind bei der Geburt etwa 40 Zentimeter lang.

Verbreitungsgebiet des Dolchnasenhais

## Verbreitung
Verbreitet ist der Dolchnasenhai in den tropischen Gewässern des Westatlantik zwischen Trinidad und Guinea sowie vor der Küste Nordbrasiliens.

## Systematik
Der Dolchnasenhai wurde 1839 durch den französischen Zoologen Achille Valenciennes unter der Bezeichnung Carcharias oxyrhynchus erstmals wissenschaftlich beschrieben. 1862 führte der US-amerikanische Ichthyologe Theodore Nicholas Gill die Gattung Isogomphodon ein, mit dem Dolchnasenhai als einziger Art. 2023 wurde er schließlich durch ein Team brasilianischer Wissenschaftler in die artenreiche Requiemhaigattung Carcharhinus überführt, da sich in einer Untersuchung zur genauen systematischen Stellung der Art herausgestellte, dass der Dolchnasenhai mit dem Atlantischen Zwerghai (Carcharhinus porosus) nah verwandt ist. Beide Arten zusammen gehören zu einer Klade, die die Schwestergruppe einer Klade ist, zu der auch der Blauhai (Carcharhinus glauca) gehört, der ebenfalls in die Gattung Carcharhinus überführt wurde. Dolchnasenhai und Atlantischer Zwerghai trennten sich im Miozän vor etwa 16 Millionen Jahren während einer Phase der Eintrübung und intensiven Sedimentablagerung in den nordostsüdamerikanischen Küstengewässer durch die Amazonasmündung voneinander.

## Gefährdung
Die Population des Dolchnasenhais ist in den letzten Jahren sehr stark zurückgegangen. Aufgrund der langsamen Fortpflanzungsrate und weil dieser Hai immer wieder als Beifang in Stellnetzen landet, gilt die Art als vom Aussterben bedroht (critically endangered).